# Gesetz über Mietverhältnisse mit Juden

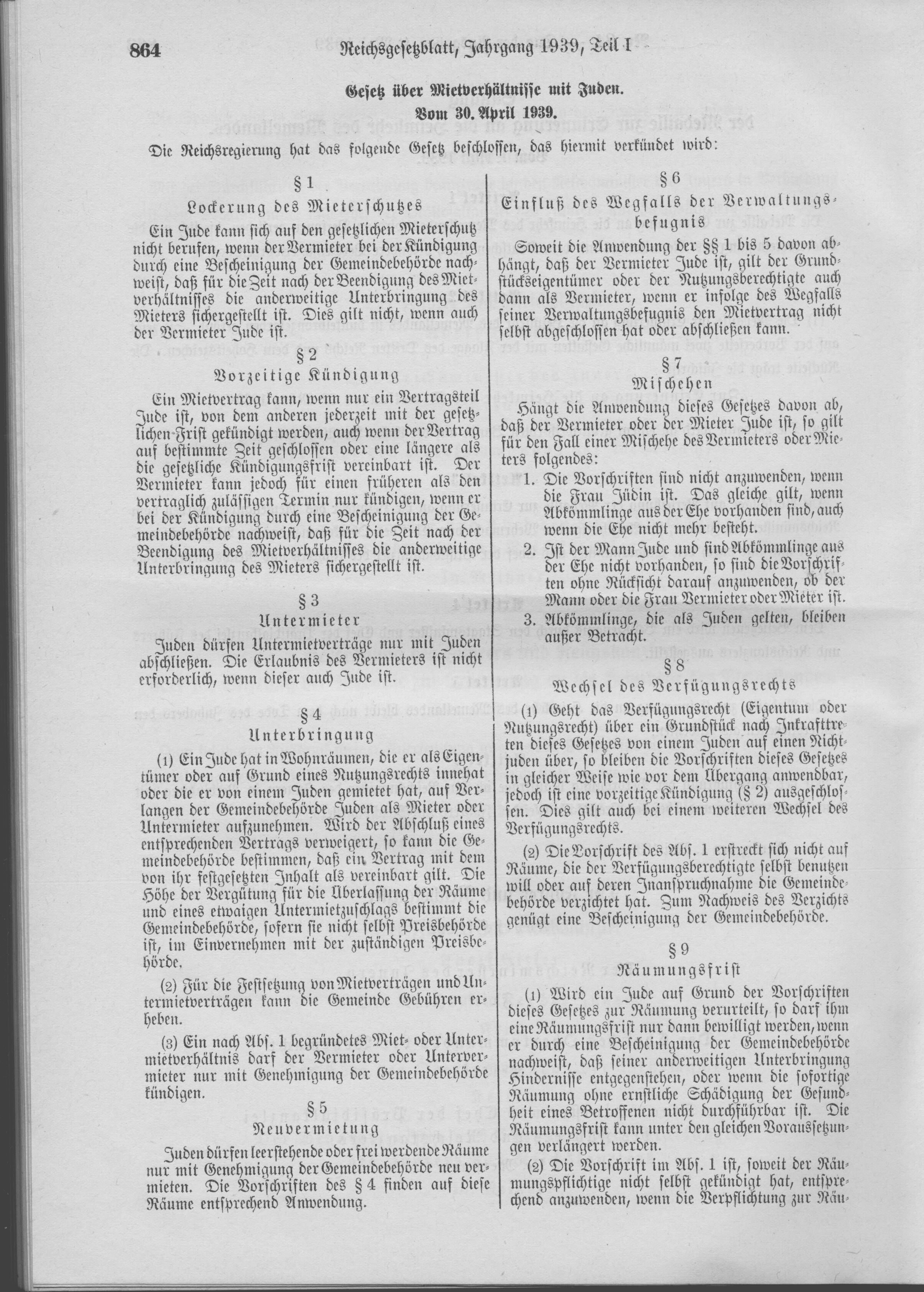
Gesetz über Mietverhältnisse mit Juden

Das Gesetz über Mietverhältnisse mit Juden vom 30. April 1939 (RGBl I, S. 864), selten auch Entmietungsgesetz genannt, änderte den gesetzlichen Mieterschutz zu Lasten jüdischer Mieter und Vermieter. Hausgemeinschaften mit „deutschblütigen“ Nachbarn sollten  aufgelöst werden: Gemeindebehörden konnten im Einvernehmen mit arischen Vermietern den Wohnraum für nichtjüdische Familien freimachen und Juden in beengte Räumlichkeiten von Judenhäusern einweisen.

## Vorgeschichte
Beim Anschluss Österreichs begannen im März 1938 Wiener Nationalsozialisten, Juden gewaltsam aus begehrten Wohnungen zu vertreiben. Um „Störungen der öffentlichen Sicherheit und Ordnung zu vermeiden“, sollten die „wilden Aktionen“ gebremst werden. Ziel war zunächst, durch die Zusammenlegung jüdischer Familien Wohnraum zu gewinnen, den angespannten Wohnungsmarkt zu entlasten und der populären Parole „Hinaus mit den Juden aus den guten und billigen Wohnungen“ nachzukommen. Einige Monate später erwog Hermann Göring nach den Novemberpogromen 1938 die Separierung der jüdischen Bevölkerung in Ghettos. Reinhard Heydrich hielt jedoch eine polizeiliche Überwachung dort für schwierig, empfahl eine Unterbringung in einzelnen Judenhäusern und rechnete dabei mit einer Kontrolle „durch das wachsame Auge der gesamten Bevölkerung“.
Adolf Hitler selbst entschied nach Vortrag Görings Ende Dezember 1938, unmittelbar nach der Verordnung über den Einsatz des jüdischen Vermögens, den „Mieterschutz für Juden nicht generell aufzuheben“, vielmehr „in Einzelfällen nach Möglichkeit so zu verfahren, dass Juden in einem Haus zusammengelegt werden...“ Vordringlich sei zunächst die Arisierung der Betriebe und Geschäfte sowie des landwirtschaftlichen Grundbesitzes.

## Inhalt des Gesetzes
In der amtlichen Begründung zum „Gesetz über die Mietverhältnisse mit Juden“ hieß es, dass es eine vertrauensvolle Hausgemeinschaft zwischen Deutschen und Juden nicht geben könne.
Das Gesetz sah im §1 vor, dass ein jüdischer Mieter sich nicht mehr auf den gesetzlichen Mieterschutz berufen durfte, sofern sein  nichtjüdischer Vermieter nachweisen konnte, dass sein  Mieter anderweitig untergebracht werden konnte.
Nach §2 konnten auch längerfristig vereinbarte Verträge vorzeitig gekündigt werden, sofern ein Teil (Mieter oder Vermieter) als Jude galt.
Nach §3 durften jüdische Mieter nur Juden als Untermieter aufnehmen.
Der §4 schrieb vor, dass jüdische Eigentümer auf Verlangen der Gemeindebehörden weitere Juden als Mieter oder Untermieter aufzunehmen hatten.
Juden durften gemäß §5 leerstehende oder freiwerdende Räume nur mit Genehmigung der Gemeindebehörden vermieten.
Weitere Bestimmungen betrafen u. a. Mietaufhebungsklagen, Ersatzansprüche,  Räumungsfristen sowie eine generelle Anmeldepflicht jüdischen Wohnraums, die in eingeschränkter Form bereits zuvor für Berlin und München verordnet worden war. Auf so genannte  privilegierte Mischehen sollte das Gesetz keine Anwendung finden.

## Auswirkungen
Wohnungsämter, Hausbesitzer und Maklerfirmen machten sich in enger Zusammenarbeit mit regionalen Gestapo- und Parteidienststellen daran, Häuser und Wohnungen zu „entjuden“. Die zugewiesenen Ersatzwohnungen lagen in Gebäuden, die noch nicht arisiert waren. Dazu gehörten neben Häusern, Wohnungen und Pensionen in jüdischem Besitz auch Einrichtungen der jüdischen Gemeinden: Kindergärten und Schulen, Altersheime und Krankenhäuser, Büros und Versammlungsräume, Betsäle und Friedhofshallen.
Zugleich bemühte man sich, „deutschblütige“ Mieter zum freiwilligen Auszug aus Wohnungen jüdischer Eigentümer zu bewegen. Da für sie der gesetzliche Mieterschutz weiter galt, appellierte man an ihr „gesundes Volksempfinden“ und schlug ihnen einen Wohnungstausch vor. Eine „Verordnung zur Änderung und Ergänzung über Mietverhältnisse mit Juden“ vom 10. September 1940 (RGBl. I, S. 1235) betraf insbesondere die Großstädte Berlin, München und Wien, löste dort nunmehr auch die jüdischen Mietverhältnisse in jüdischen Häusern auf und führte zu einer zweiten Kündigungswelle. Ältere Schätzungen gehen von mehr als 30.000 Wohnungen allein für Berlin aus, die noch vor Beginn der Deportation freigeräumt wurden.
Der erzwungene Wohnungswechsel bedeutete für die Juden einen massiven Eingriff in ihre Privatsphäre und einen Angriff auf ihr Selbstwertgefühl. Zum Verlust der vertrauten Wohngemeinschaft kam der Umzug in meist primitive und beengte Räumlichkeiten. Mit der Einweisung in Judenhäuser fielen Verdienstmöglichkeiten durch Untervermietung oder Mittagstischgäste aus.